# Crisp County
Crisp County is een county in de Amerikaanse staat Georgia.
De county heeft een landoppervlakte van 709 km² en telt 21.996 inwoners (volkstelling 2000). De hoofdplaats is Cordele.